# Santuario de Nuestra Señora de Las Caldas
El santuario de Nuestra Señora de Las Caldas está situado en la localidad de Las Caldas de Besaya, término municipal de Los Corrales de Buelna (Cantabria, España), y es un conjunto arquitectónico que se compone de iglesia, claustro y dos cuerpos en sus lados este y sur destinados a usos de celdas, ofertorio, capítulo, biblioteca, etc.

## El monasterio
En la ladera rocosa de la hoz que en el macizo del Dobra ha creado el río Besaya, se ubica este convento barroco del siglo XVII, aunque sus orígenes son mucho más antiguos, tanto es así que según la leyenda podríamos remontarnos a los años de la dominación musulmana. Una pequeña ermita medieval guardaba la imagen de la Virgen, junto al río y a un manantial de aguas termales, de donde procede su nombre: "aquas cálidas" agua caldas. En el año 1605 se hicieron cargo de la ermita los dominicos del convento "Regina Coeli" de Santillana del Mar, hasta que en 1611 se convirtió en convento independiente, regido por vicarios nombrados por los capítulos provinciales.
Su época de esplendor se inicia con la llegada del prior Malfaz (1628-1680), catedrático del Colegio San Gregorio de Valladolid, que con la protección económica de Ana María Velarde de la Sierra, del vecino pueblo de Viérnoles, y de los vecinos del valle, se comenzaron las obras del actual Santuario, en 1663, finalizándose veinte años más tarde. Con la desamortización de Mendizábal, (1835) se produce la exclaustración de los dominicos, que recuperan el convento en 1877.
A partir de 1943 se iniciaron las obras de restauración, que culminaron con la implantación del Seminario Mayor de la Orden de Santo Domingo en España. En 1970, los estudios de Filosofía se trasladarán definitivamente a Valladolid. El conjunto arquitectónico se compone de iglesia, claustro y dos cuerpos en sus lados Este y Sur destinados a usos convencionales: celdas, ofertorio, capítulo, biblioteca, etc. Por otra parte, en 1960 se funda la "Casa de Ejercicios de Nuestra Señora de las Caldas", en la hermosa casa solariega de D. Máximo Fernández Cavadas, conde de las Bárcenas, que en la actualidad sigue desempeñando esta función de servir de retiro y profundización en la espiritualidad cristiana.

### Exterior
Presenta planta de cruz latina con una nave amplia, y capillas laterales entre los contrafuertes, unidas entre sí por arcos de medio punto. El transepto se encuentra poco resaltado y la cabecera es recta. Se cubre con una bóveda de lunetos que arranca de una cornisa corrida muy volada y asentada sobre pilares de orden toscano. Sobre el crucero se levanta una cúpula sobre pechinas. Todas las cubiertas han sido decoradas con yeserías de fuerte resalte, siguiendo las directrices de escuela vallisoletana. La portada principal se ubica en la fachada norte. Es sencilla, con puerta enmarcada por una moldura de orejeras, y sendos pilares a ambos lados de la misma. Sobre la puerta se observa una hornacina con la imagen de Santo Domingo, y sobre esta el escudo de la Orden.

### El claustro

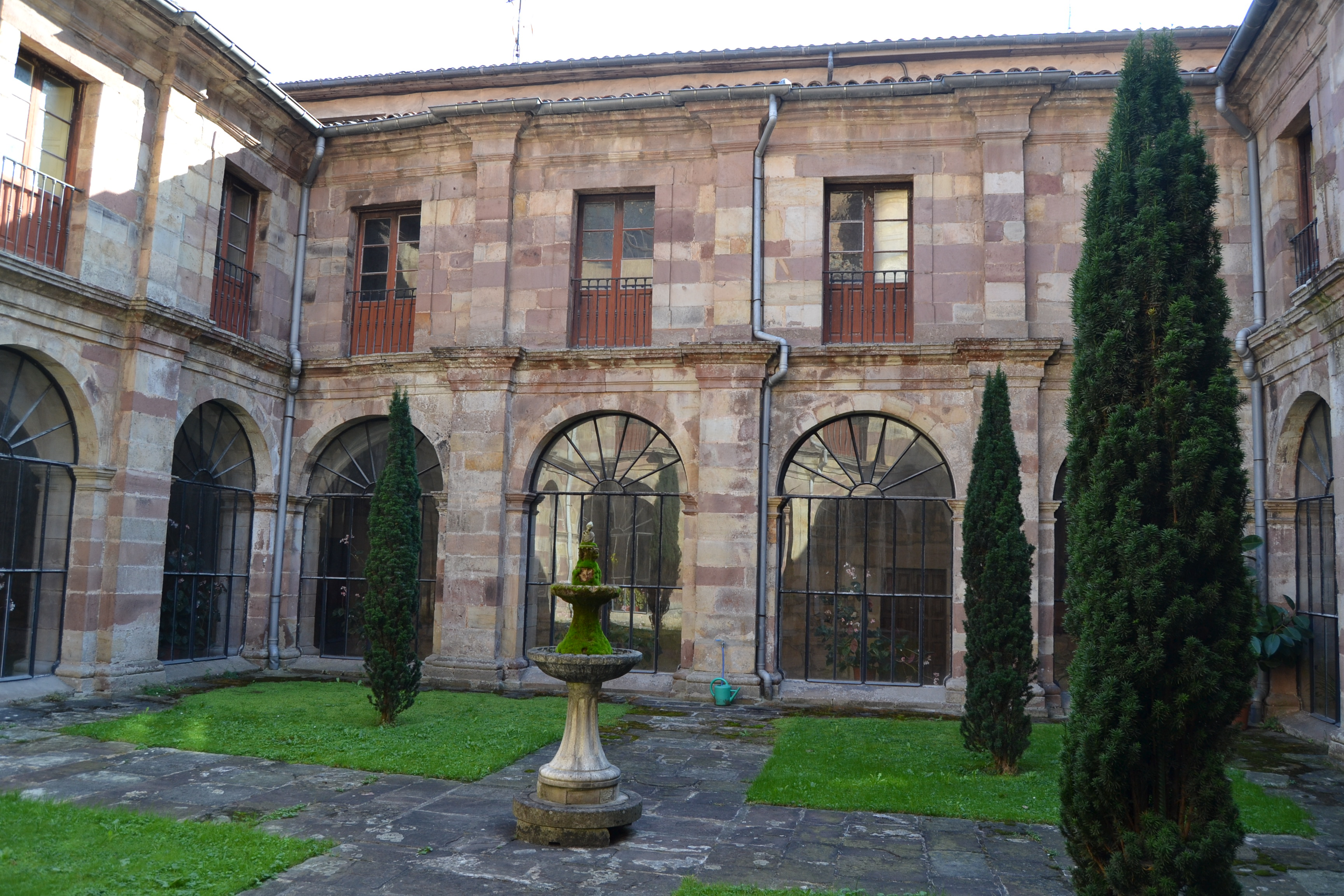
Patio central

Conocido como "de las Procesiones", fue construido algún tiempo después. Presenta planta cuadrada con 20 metros de lado. En él se conservan algunas obras de arte y en particular un notable conjunto de pintura barroca, compuesto por ocho grandes lienzos, realizados en 1733, que representan escenas de la vida de Santo Domingo.

### Interior
Si monumental es el edificio y en particular la iglesia conventual, no lo es menos el completo conjunto de retablos que alberga. No existe en Cantabria un conjunto de retablos tan espectacular y homogéneo como el presente.
El retablo mayor está dedicado a la patrona del convento y patrona del valle del Besaya, Nuestra Señora de Las Caldas, imagen gótica del siglo XIV, que se venera en un camarín situado en la hornacina central del retablo La construcción de este impresionante retablo, en madera de nogal dorado en toda su superficie(sin duda el mejor de su época, junto con el del santuario de la Bien Aparecida, en Hoz de Marrón) debió realizarse en algún taller de Valladolid. Se relaciona su diseño con el maestro arquitecto Fray Alessandro, lego italiano que dio las trazas de las bóvedas del templo, a finales del siglo XVII. Sin embargo tanto el estilo churrigueresco como los elementos decorativos que incorpora en su estructura le sitúan ya a principios del siglo XVIII.
Se compone de una predela, un cuerpo articulado por columnas estriadas de capitel corintio y orden gigante y un ático semicircular que remata y ajusta el retablo a la bóveda.
Verticalmente se divide en tres calles, de las cuales la central es más amplia que las laterales.
En las calles laterales de la predela se abren dos puertas que dan acceso a la capilla del camarín de Nuestra Señora. Sobre ellas aparecen sendos entrepaños con pequeños relieves que relatan la escena de Santo Domingo recibiendo el rosario de manos de la Virgen y Nuestra Señora imponiendo el escapulario de la Orden al beato Reginaldo de Orleans. En el centro se ubica un notable sagrario expositor, exento, de orden salomónico y cubierto con cúpula.
El cuerpo del retablo presenta en la calle central la gran hornacina que alberga la imagen de Nuestra Señora de Las Caldas, talla gótica de finales del siglo XIV. Las calles laterales muestras dos hornacinas superpuestas, de escaso fondo y peana sobresaliente para sostener las imágenes de santos de la Orden Dominicana: Sto. Tomás de Aquino y San Jacinto de Polonia, en la calle del evangelio y San Vicente Ferrer y San Luis Bertrán, en la calle de la epístola.
Las columnas de orden gigante que flanquean las calles llevan fuste cilíndrico, con abundantes tallos vegetales en el tercio inferior, una corona de cabezas de querubines y los dos tercios superiores estriados, con decoración vegetal superpuesta. Los capiteles son corintios y sobre el remate del entablamento se sientan dos ángeles con una palma en la mano. Se remata con un ático semicircular, que se ajusta perfectamente a la estructura de la bóveda, apoyado en un doble entablamento.
En la hornacina central se observa una soberbia escultura de San Miguel arcángel, luchando contra el demonio. El arco trilobulado lleva en sus enjutas dos ángeles que forman conjunto con otros dos superiores, los cuales portan en sus manos un escudo dorado con la cruz patada pintada en rojo.
Delante de las aletas laterales aparecen dos santas de la Orden: Santa Catalina de Siena, en el lado del evangelio y Santa Inés de Montepulciano, en la calle de la epístola. Los arbotantes presentan en su rosca cabezas de ángeles. Tras el retablo existe el camarín de la Virgen, a modo de pequeño retablo. En la estancia se conservan varios lienzos barrocos, como el retrato de María Ana de Velarde, fundadora del Convento (1672) y el del Padre Pozo, cronista del convento en 1700.

### Retablos laterales
Apenas han sufrido remodelaciones desde su instalación, a lo largo del siglo XVIII. En la actualidad solamente se advierte la ausencia de dos pequeños retablos barrocos, de orden salomónico, que fueron trasladados a la iglesia conventual del "Regina Coeli" de Santillana del Mar, (actual Museo Diocesano). Habían sido realizados estos en el año 1705 por el maestro Antonio de Valdecilla y su desmonte se produjo por la necesidad de ampliar el coro de frailes, realizado según diseño del afamado arquitecto de la Orden, Coello de Portugal. Los retablos de las capillas laterales se realizaron en talleres de Valladolid y Burgos, a lo largo del siglo XVIII y se enmarcan dentro del estilo churrigueresco y barroco decorativo.

### Retablo de Santo Domingo de Guzmán
Se encuentra situado en la primera capilla en el lado del evangelio. Responde este retablo al tipo churrigueresco difundido por toda Castilla a principios del siglo XVIII. Su estructura presenta un cuerpo unitario con tres calles y ático semicircular, adaptándose perfectamente a la estructura arquitectónica de la capilla. En el centro del retablo aparece la grandiosa imagen de Santo Domingo de Guzmán, con el perro que porta la antorcha en la boca a los pies. En las calles laterales y sobre peanas sobresalientes se dispone las imágenes de San Antonino de Florencia, en la hornacina el evangelio y San Raimundo de Peñafort, en la de la epístola.
El ático remata en forma semicircular y en la hornacina central se observa una escultura, que quizás corresponda a San Ignacio de Loyola.

### Retablo del Calvario
Ubicado en la segunda capilla del lado del evangelio, El centro del retablo está constituido por una gran caja cruciforme que se adapta y contiene la cruz de Cristo en el Calvario y a sus pies las esculturas en bulto de los tres personajes que le acompañaron con mayor proximidad: María, San Juan y María Magdalena. A ambos lados de esta hornacina se muestran dos más pequeñas cuyas ménsulas sostienen las exiguas imágenes de Santo Tomás de Aquino y Santa Catalina de Siena.
En el ático semicircular aparecen tres hornacinas con sus respectivas imágenes; San Francisco, en la central y San Ramón Nonato y santo Domingo, en las laterales.

### Retablo de Santa Rosa de Lima
Se localiza en la tercera capilla del lado del evangelio. Con anterioridad a su dedicación a Santa Rosa de Lima es posible que estuviese dedicado a Nuestra Señora, que son abundantes los símbolos marianos que contiene, predominando el jarrón de azucenas, tanto en la predela como en las columnas.
La imagen que preside el retablo representa a Santa Rosa y es posible que fuese tallada en el siglo pasado. El Niño que porta en su mano izquierda en reciente. En las hornacinas de las calles laterales aparecen dos pequeñas figuras de Santiago, con sombrero de ala ancha decorado con la concha de peregrino, que también aparece en su capilla y San Juanito, en la calle de la epístola.
En la única hornacina del ático, flanqueada por estípites, se enmarca la talla del apóstol San Pedro.

### Retablo de San José
Se encuentra situado en la primera capilla de la nave en el lado de la epístola. Se trata de un retablo de características y estilo similares a las de su homólogo frontal, el de Santo Domingo de Guzmán. Debió ser construido en Valladolid en tomo al año 1730. El cuerpo del retablo muestra una amplia caja central con la imagen del patrono, San José y peanas en las calles laterales que sostienen las tallas representativas de San Juan Bautista y María Magdalena. El ático semicircular se asienta sobre el doble entablamento y muestra e su hornacina central la imagen de Santa Teresa de Jesús, flanqueada por estípites.

### Retablo de San Joaquín y Santa Ana
Se halla ubicado en el muro frontal de la segunda capilla del lado de la epístola. Su estructura muestra cierta similitud con el retablo del Calvario, que ocupa la capilla de enfrente con hornacina central geminada para situar a San Joaquín y Santa Ana en los huecos y a la Virgen Niña en el mainel, cuya talla fue sustraída durante el fin de semana del 13-14 de noviembre de 2010.
En las calles laterales se disponen sobre peanas voladas las imágenes de San Antonio de Padua y San Juan Evangelista. La pequeña hornacina del ático alberga la talla de Santa Bárbara y pilastras decoradas con estípites a ambos lados. La cronología es sería similar a la del Calvario, es decir, hacia 1740.

### Retablo de San Pío y San Martín de Porres
Se encuentra ubicado en la última capilla del lado de la epístola. Al igual que su homólogo de] lado del evangelio predominan en su policromía los tonos azules y blancos imitando mármoles y jaspeados, por lo que su cronología sería similar, en el último tercio del siglo XVIII. Presenta una estructura ochavada en planta y una predela muy alta que permite abrir una hornacina de arco lobulado en la calle central en sustitución del sagrario, que contiene la talla moderna de San Martín de Porres. En el cuerpo del retablo sobresale la hornacina central, flanqueada por dobles columnas salomónicas que resaltan la figura del Papa Pío V, que muestra el rosario en su mano derecha. En las hornacinas sin fondo de las calles laterales, sostenidos en peanas aparecen las tallas de San Pedro y San Pablo y en la hornacina del ático se venera al Papa Inocencio V.
Por último, a los pies del templo, se encuentra el coro alto, con soberbia rejería original, del siglo XVII, la antigua sillería, con la imagen de Santo Domingo presidiendo y un órgano moderno que proporciona belleza y armonía la conjunto.